# Sport chanbara
Pour l’article homonyme, voir Chanbara.
Le Sport chanbara (スポーツチャンバラ) ou "Spochan" consiste en un combat entre deux participants avec des armes égales ou différentes, de façon libre mais possédant néanmoins des règles minimum. Le « chanbara » est une forme d'onomatopée japonaise qui exprime le bruit des sabres qui s'entrechoquent dans le combat des samourais.

## Définition

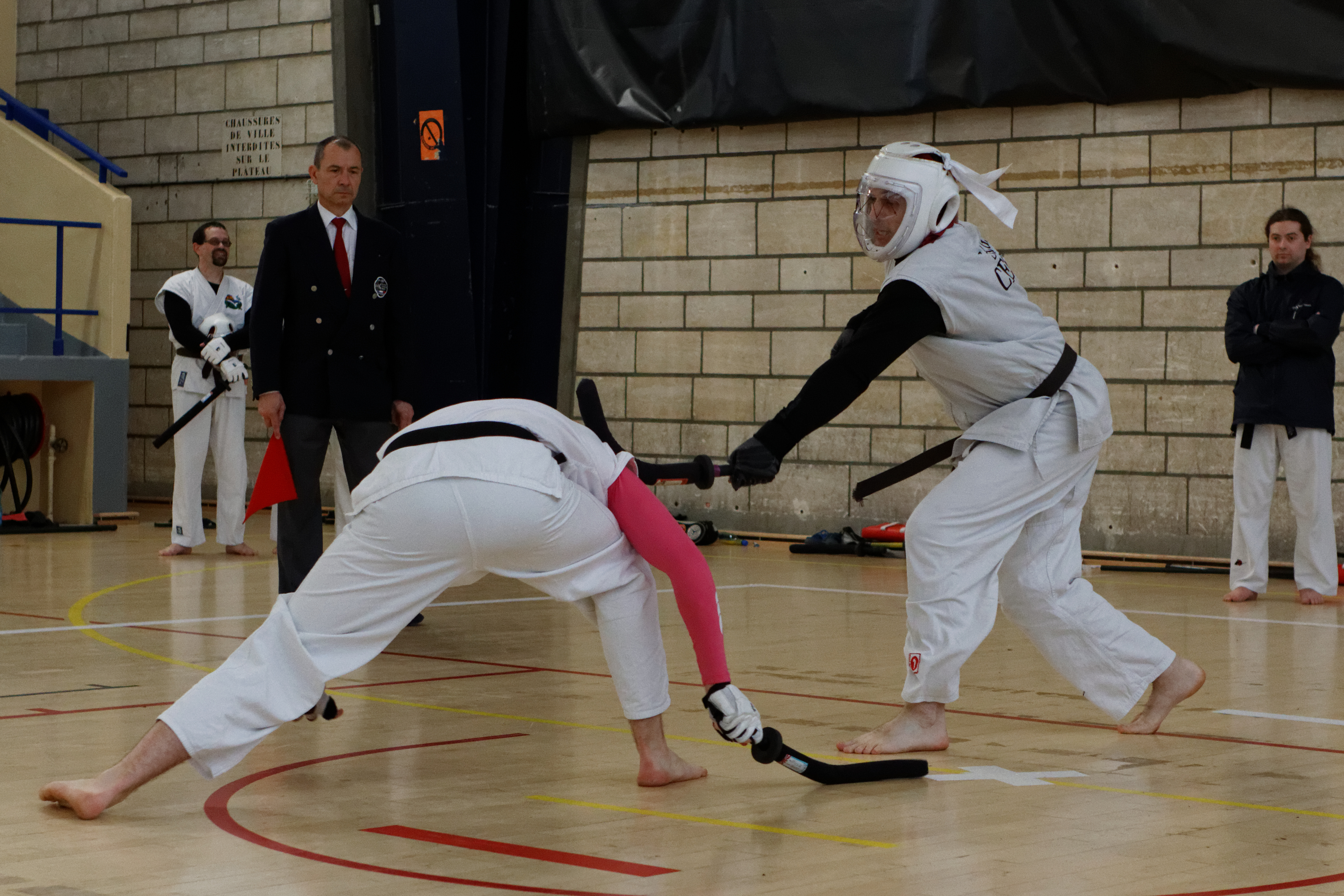
Championnat de France 2015.

Souvent assimilé au kendo, il en est totalement différent de par sa liberté de pratique, sa façon de combattre et ses nombreuses armes différentes utilisables (kodachi, choken, yari, tanto...). Le sport chanbara se veut l’héritier direct et fidèle des combats livrés entre samouraïs de par son esprit et son réalisme. En effet, à la différence d’autres arts martiaux, le sport chanbara n’a pas subi de codification extrême puisque tous les coups susceptibles de défaire l’adversaire sont admis. Les armes étant en matériaux modernes souples et flexibles, les seules protections nécessaires sont un casque et des gants sans armature rigide. Ce type d'arme ne fait que rendre ce sport plus spectaculaire car la façon de combattre peut être totalement libre, du moment que l'on respecte les règles de base du combat au sabre,.

## Histoire
Le sport chanbara est développé en 1971 par Tanabe Tetsundo (né le 4 novembre 1942) et quelques-uns des meilleurs escrimeurs japonais. Bien qu'ils fussent assez traditionalistes, ils reconnurent que leur société changeait rapidement et que ce que les gens ont appris il y a 100 ans plus tôt n'intéressait pas les adolescents. De ce constat est né le sport chanbara, art martial basé sur le goshinjyutu, l'art de la self-défense. Cette discipline s'est donc propagée à travers le Japon, elle a même été reconnue par le département de l'éducation du Japon et beaucoup d'écoles incluent le sport chanbara dans l'éducation physique des enfants.
Cet art s'est rapidement développé dans les autres pays : États-Unis, Canada, Australie, France, Italie, Russie (ainsi que dans de nombreux pays d’Europe centrale, Égypte et Chine) et la Nouvelle-Calédonie et les championnats du monde se déroulent chaque automne au Japon depuis 35 ans. Il a été importé en France en 1994 par quatre kendoka français (Kenichi Yoshimura, Claude Hamot, Claude Pruvost et Jean-Claude Girot) au sein de la Fédération française de judo et disciplines associées. Comptent également au nombre des membres fondateurs : Malik Agaoua, H. Brutschi, E. Hamot, JP. Labru, JP. Montigny, JP. Soulas, M. Meresse, R. Motard, G. Tran, S. Vo Xuan, J. Cherruault.
Ayant plus de 300 000 pratiquants au Japon, ce sport compte en 2015 en France un peu plus de 1 400 licenciés. Plusieurs centaines de judoka le pratiquent également de façon non officielle.

## Équipement
L'équipement requis rapproche la pratique du chanbara de celle démocratisée du Judo et du Karaté :
- Keikogi blanc sans manches.
- Tee-shirt à manches longues et de couleur unie porté sous la veste de kimono.
- Gants[9] (sans armatures rigides) dont le port est conseillé pour l'entrainement mais est obligatoire en compétition. Il arrive que les pratiquants utilisent également les kote (甲手) gants protégeant les poignets et une partie des avant-bras de Kendo.
- Casques[9] sont ceux vendus dans le commerce et ayant reçu l’approbation de la commission sport chanbara. Ils sont généralement blancs, noirs ou rouges en mousse rembourrée avec une grille transparente pour protéger le visage.

La pratique des entrainements et des compétitions est obligatoirement pieds nus sauf protection justifiée.

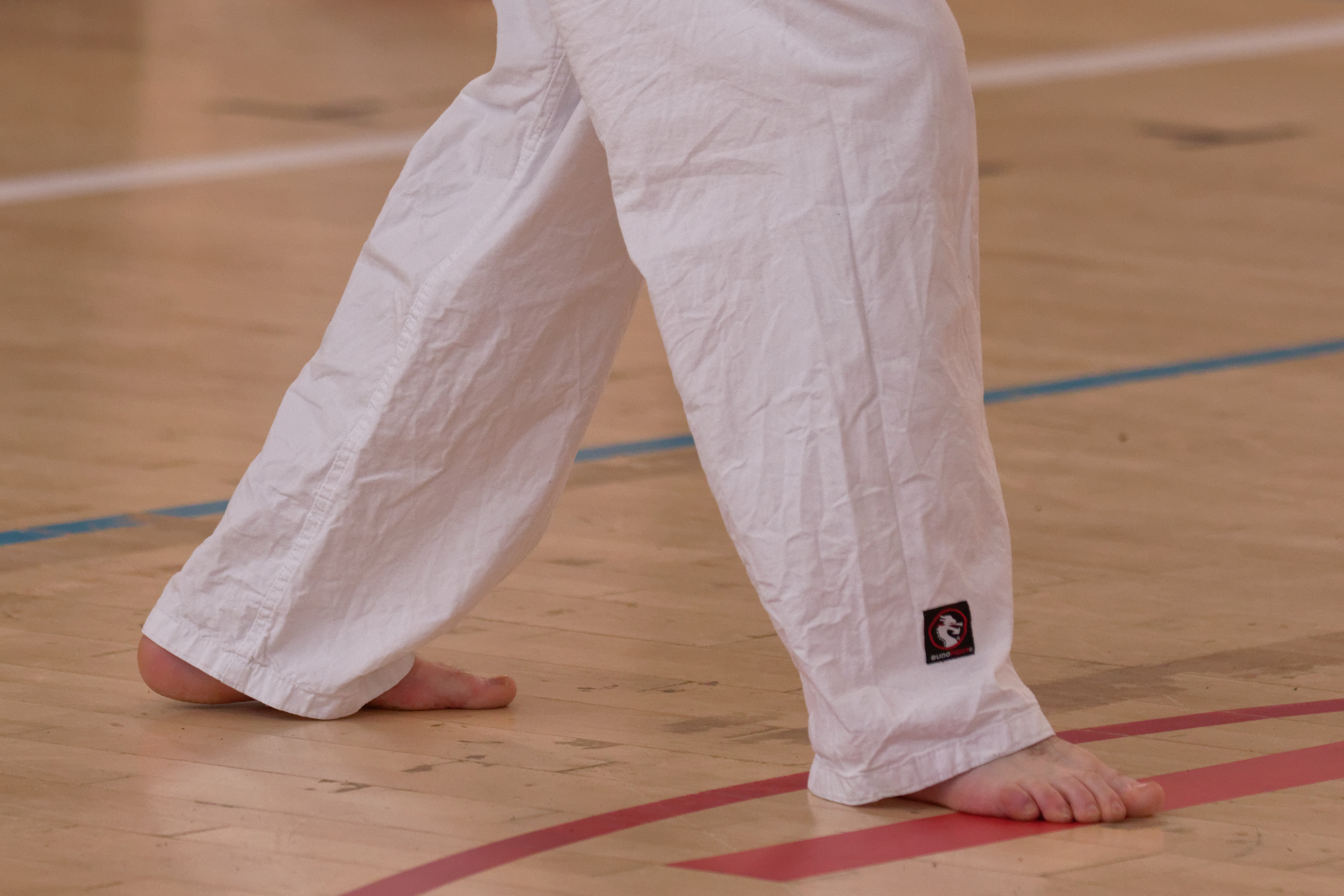
Pieds nus
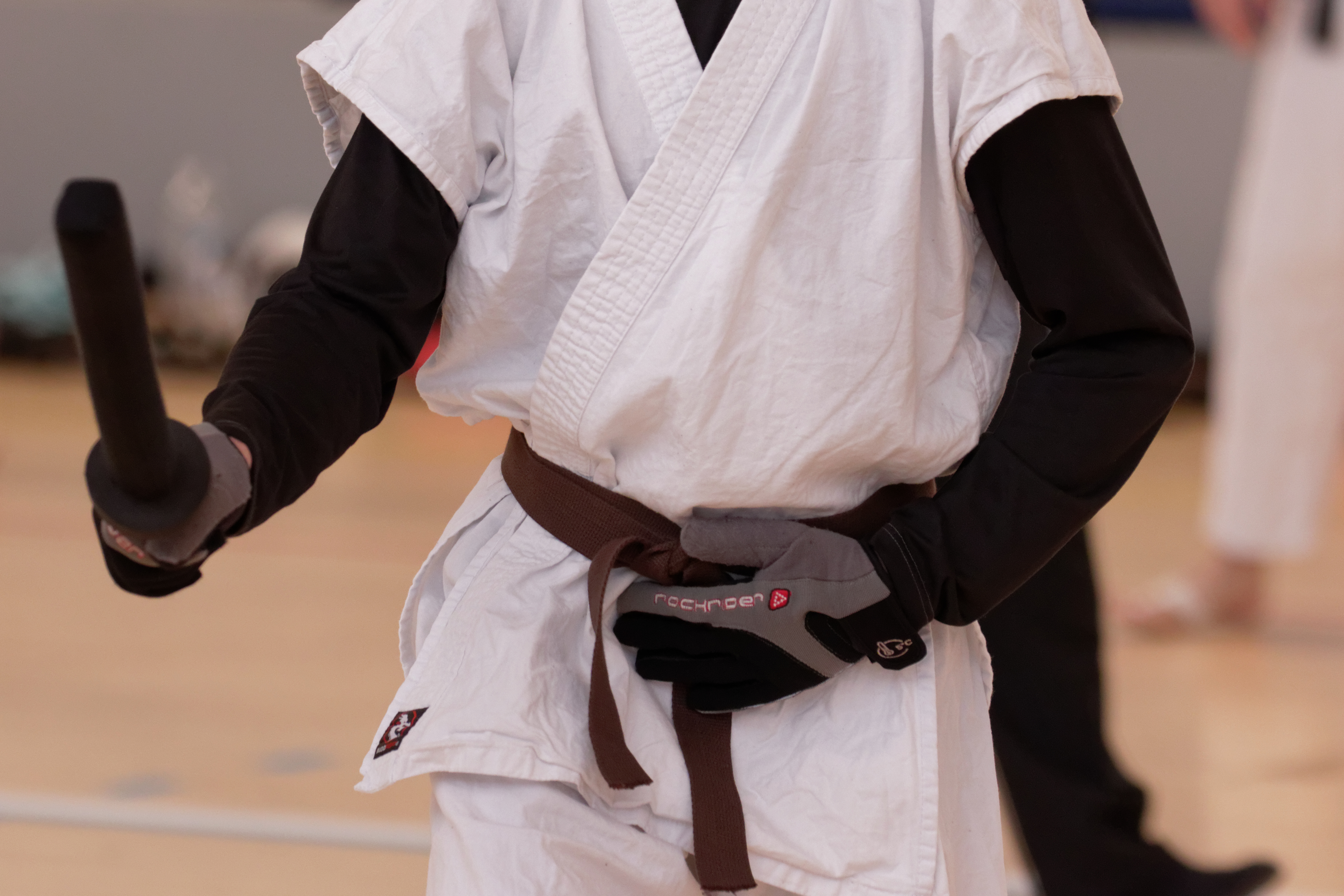
Gants
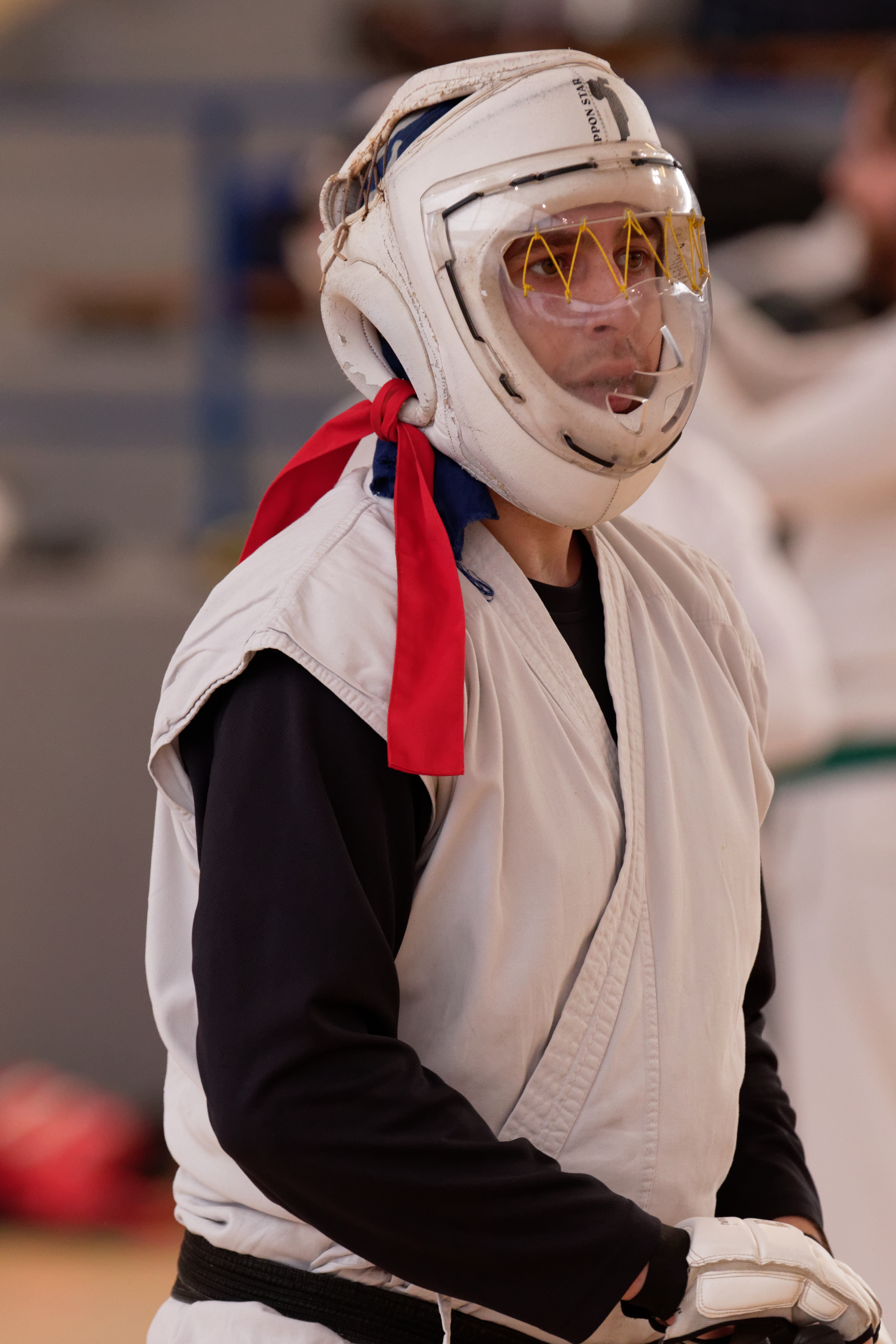
Casque
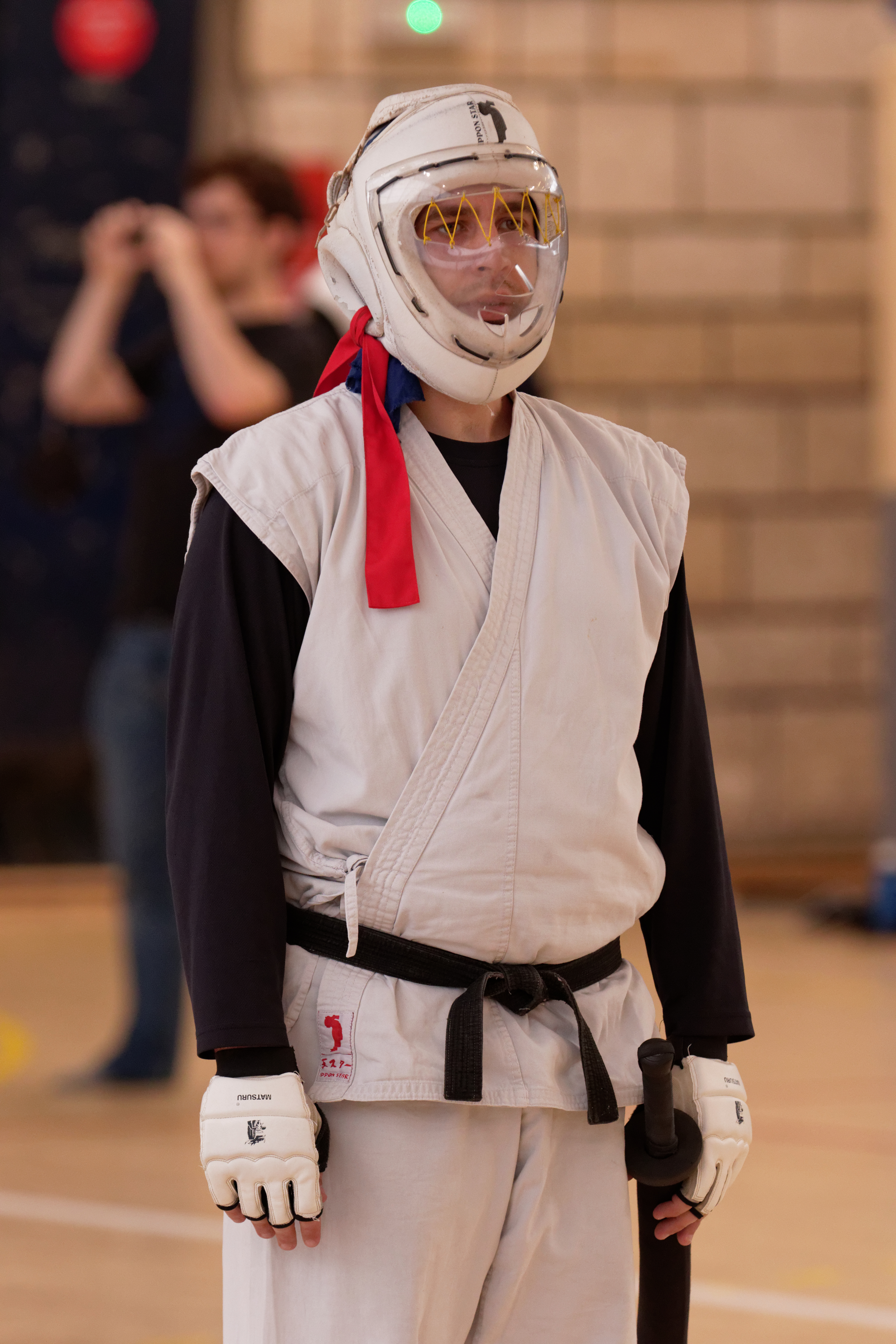
Kimono

## Armes
Les armes sont celles vendues dans le commerce et ayant reçu l’approbation de la commission sport chanbara. Elles sont noires et sans modifications.
On peut trouver 2 types d'armes : 
- Les classiques, en mousse avec une tige de plastique en leur milieu[10].
- Les gonflables, développées au Japon et qui arrivent progressivement en France.

Les organisateurs se réservent le droit de vérifier toute arme qui semblerait litigieuse (forme, état d’entretien, poids, taille, ...). On peut utiliser les armes suivantes : 
- le Kodachi (sabre court, 60 cm)[9],
- le Choken (sabre long, 100 cm)[9],
- le Tantō (poignard, 40 cm)[9],
- le Yari (lance, au-dessous de 210 cm)[9],
- la Naginata (hallebarde, au-dessus de 210 cm),
- le Jhou (arme à 2 "lames" ou bâton, au-dessous de 140 cm),
- le Bou (arme à 2 "lames" ou bâton, au-dessous de 210 cm),
- le Tate (bouclier utilisé avec un Kodachi).

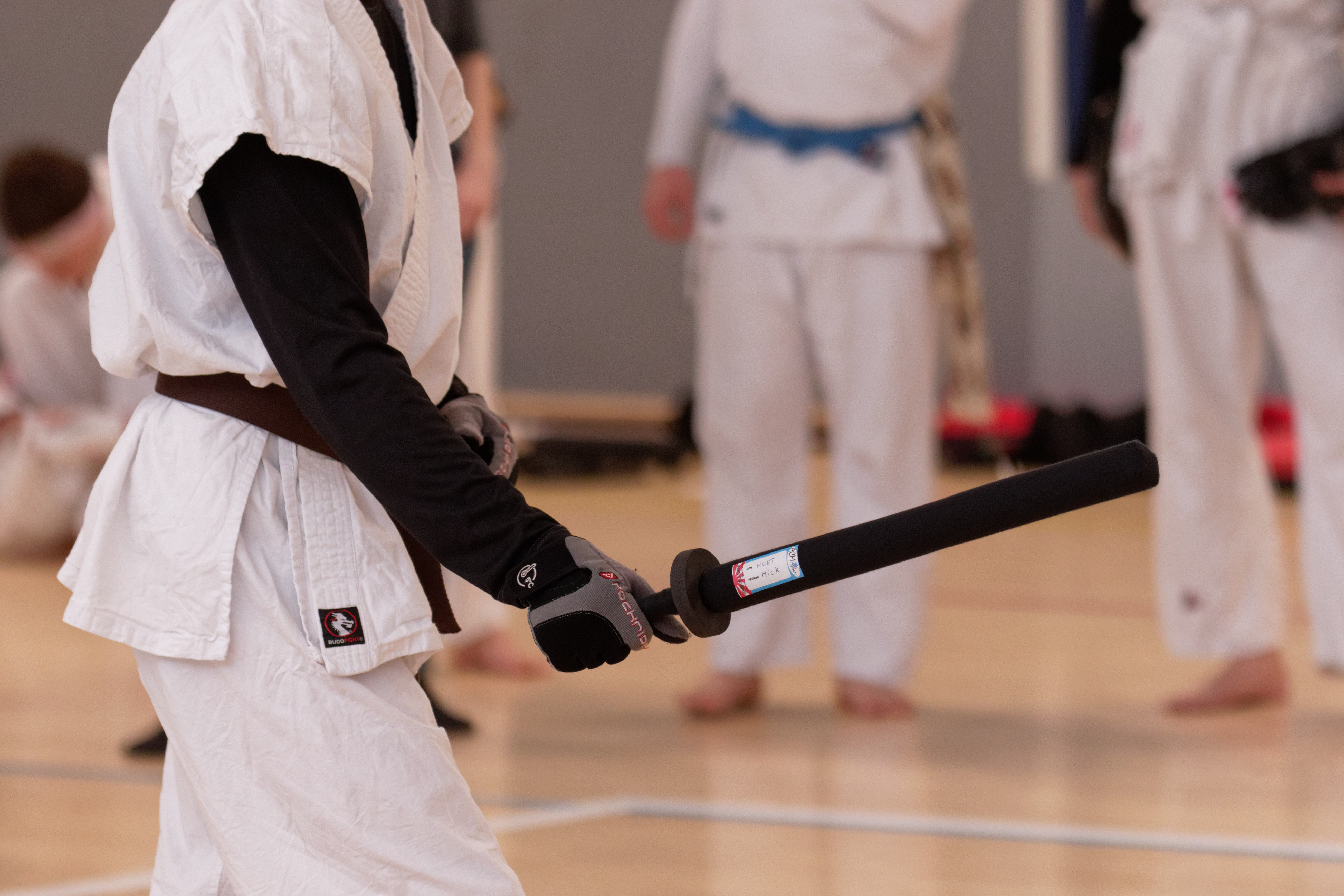
Kodachi
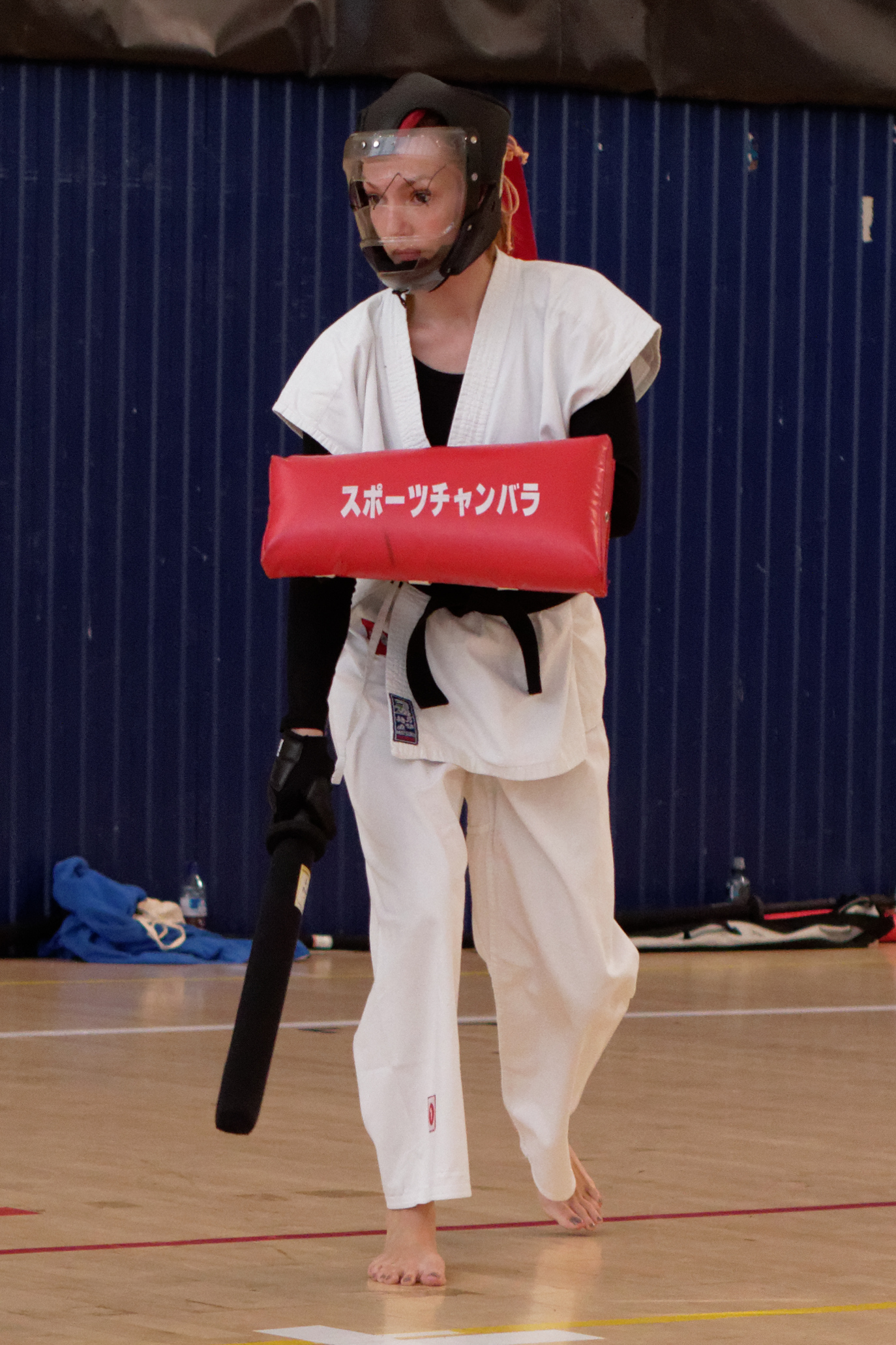
Tate Kodachi

## Enseignement
En général, l'apprentissage commence par le Kodachi puis le Choken Morote, le Nito, ...
Pour l'instant, en France, seules sont enseignées les pratiques du Kodachi, Choken Morote (à 2 mains), Choken Ryote (ou libre au choix à 1 ou 2 mains), Nito (二刀 à 2 mains, kodachi et choken combinés), Yari et Tanto.

### Kata

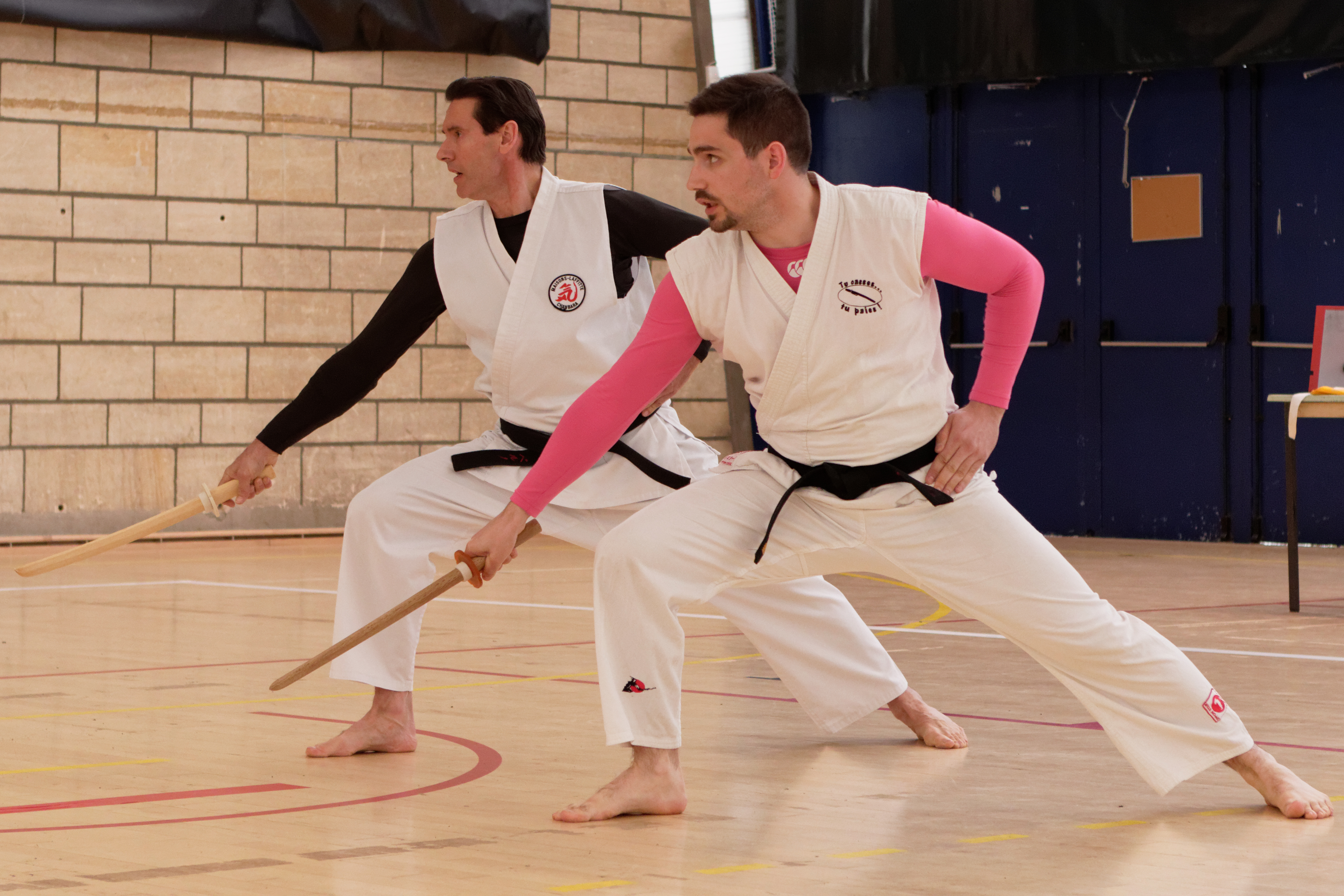
Kihon dosa

Si la pratique du sport chanbara est très libre, elle intègre progressivement (bien que plus tardivement que dans les autres arts martiaux japonais) la pratique des kata. Les kata sont des enchaînements précis de techniques sous une forme entièrement codifiée (y compris les saluts) synthèse de différentes écoles anciennes. Ils se composent de séquences codifiées de combat entre deux partenaires appelés :
- uchitachi joue le rôle d'attaquant
- shitachi conclut l'action.

L'objectif du kata est l'exécution fluide sans faille des techniques et l'accent est mis sur la qualité et l'authenticité de l'exécution. Pour cette raison, les kata se révèlent très pédagogiques pour se perfectionner dans l'exécution des différentes techniques.

### Kiai
Le kiai est un cri obtenu par une forte expiration ventrale. Il permet de libérer les efforts au moment de l'assaut. En kendo, on enseigne aux débutants à crier le nom de la partie visée par la frappe (kote, men, do) pour développer le kiai. Au fil de la progression, le cri sera remplacé par un kiai plus personnel. Dans les kata les coups ne sont pas systématiquement accompagnés d'un kiai, mais le dernier coup est traditionnellement accompagné de « Ya ! » (uchidachi) et de « To ! » (shidachi), en revanche, même si elle atteint l'adversaire, une coupe ne sera pas comptabilisée si celui qui la fait ne donne pas le kiai.

### Ki ken tai no  itchi
La notion fondamentale du sport chanbara, comme au kendō, est le ki ken tai no itchi (気剣体の一致, l'esprit, le sabre et le corps en un) ou Kikentai itchi, autrement dit l'unité entre :
- l'énergie (ki), qui désigne la détermination dans l'assaut. Le ki se manifeste par le  kiai, le cri que pousse le combattant lorsqu'il porte une attaque ;
- le sabre (ken), qui représente le coup porté. Celui-ci doit être délivré avec la partie valable du shinai (datotsu-bu) correctement orienté (le « tranchant » du shinai devant « couper » la partie touchée);
- et le corps (tai) qui désigne l'engagement du corps représenté par une frappe du pied avant au sol qui doit être exécutée dans le même temps que la coupe et le kiai.

### Étiquette
La pratique du sport chanbara applique cette maxime héritée du kendo : « Le kendo commence et se termine par un salut ». Cette règle fondamentale enseignée dans tous les dojo souligne l'importance de l'étiquette qui fait totalement partie de la pratique du kendo. Les saluts (en début et fin de cours, en début et fin de combat), la façon de s'aligner dans le dojo, la manière de s'équiper, de tenir les armes hors combat, etc., font l'objet d'un ensemble de conventions dont l'origine remonte à l'époque des samurai et dont le détail peut quelquefois varier selon les professeurs et les dojo. L'étiquette exprime le respect et la gratitude envers les autres pratiquants et les professeurs, mais aussi envers le dojo et le matériel.

## Compétitions
- Individuelle :

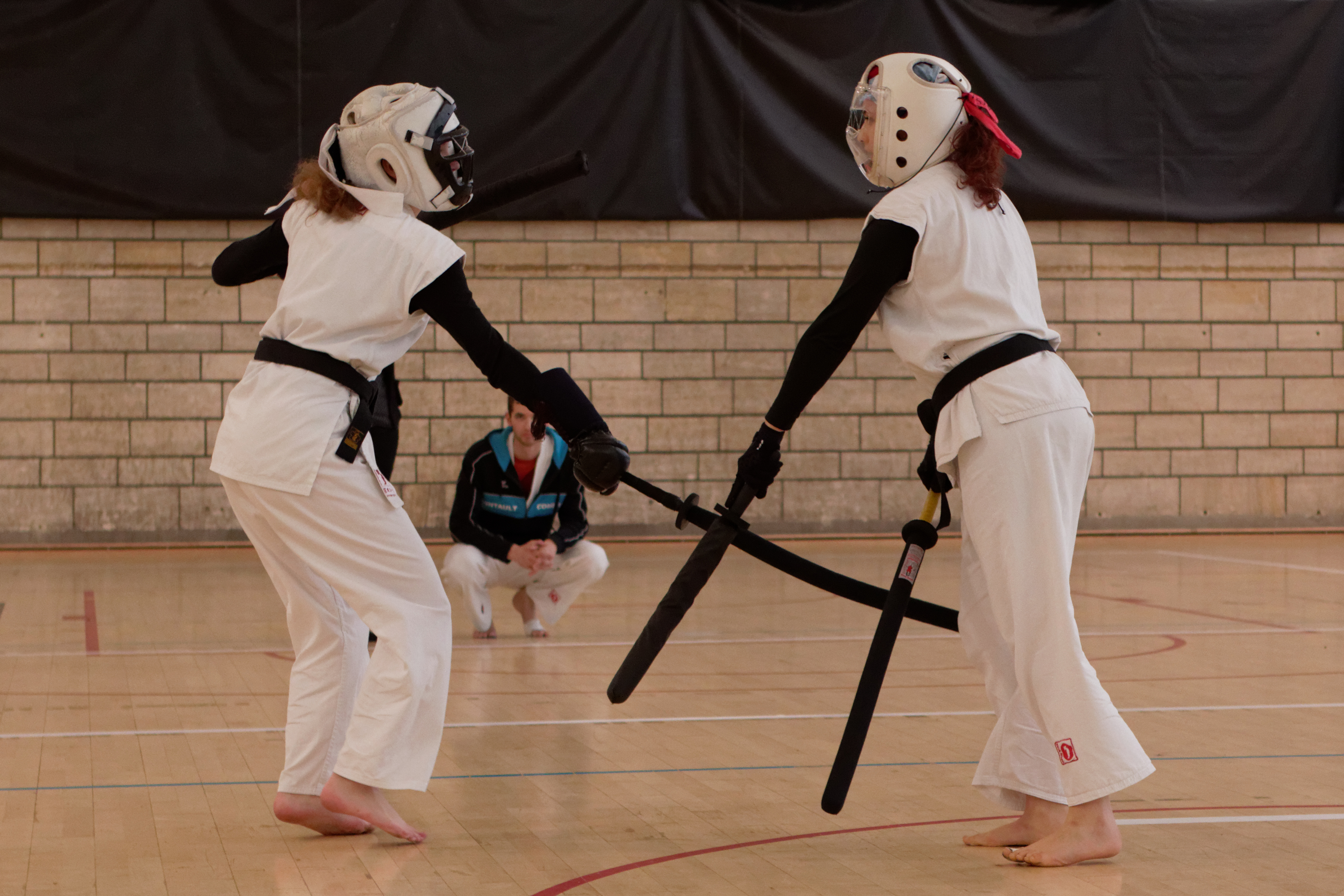
Championnat de France 2015

Combat en 2 points (2 coupes franches ou coups d'estoc dit "tsuki" avec kiai) pour la réglementation Française.
Combat en 1 point avec Ai Uchi (frappe simultanée) éliminatoire pour la réglementation internationale.
Catégories d’armes par âge et sexe
- Par équipes mixtes :
  - Sept combattants obligatoirement majeurs par équipe (hommes, femmes mélangés) : cinq titulaires, deux remplaçants non obligatoires.
Kodachi et Choken Morote (tenu à deux mains) en nombre libre. Un Yari, un Nito, un Choken Libre, un Tate au maximum mais non obligatoires.
Les cinq combattants  se présentent dans un ordre libre défini lors de l'inscription de l'équipe à la compétition. Si l'un des 5 titulaires vient à se blesser, l'un des deux remplaçants prend sa place dans l'équipe en combattant avec l'arme dans laquelle le blessé était inscrit.
  - Trois combattants par équipe (un Kodachi, un Nito et un Choken libre) pour la réglementation internationale avec comme ordre de présentation obligatoire : le Kodachi en premier, le Choken libre en second et le Nito en dernier. Les clubs peuvent présenter 2 équipes au maximum, chacune d'entre elles devant obligatoirement être composée de combattants du même club (mixité interdite). L'intérêt de la compétition par équipe en France, est de combattre contre des armes différentes (kodachi contre choken, nito contre Yari, etc.).

## Results
World, Euro and Asian Championship,:
INTERNATIONAL SPORTS CHANBARA ASSOCIATION (ISCA):
European Chanbara Championship was held since 1998. 48th World Chanbara Championship was held in 2024. The 8th Asian Oceania Sports Chanbara Championship in New Caledonia in 2014.[15]
ISCA 6 Nov. 2016 The 42nd World Sports Chanbara Championship in JAPAN (Tokyo)
ISCA 8 May. 2016 The 9th European Championship in FRANCE (Paris)
ISCA 8 Oct. 2016 The 1st TAFISA Open Championship & 9th ASIAN-OCEANIAN Championship
ESTONIA 13-14 Fer. 2016 Estonian Championship 2016
CHINA 27 Mar. 2016 The 2nd Chinese Championship & Seminar in Beijing
BELARUS 19-28 Aug. 2016 SPOCHAN FESTIVAL in BELARUS
[ 2015 ]
ISCA 1 Nov. 2015 The 41st World Sports Chanbara Championship in Japan
SERBIA 16 Aug. 2015 EURO OPEN 2015 in SERBIA (OLANG)
CHINA 28 Mar. 2015 The 1st Chinese Championship & Seminar in Beijing (results)
[ 2014 ]
ISCA 2 Nov. 2014 The 40th World Sports Chanbara Championship in Japan
ISCA 27 Jul. 2014 The 8th Asian Oceania Sports Chanbara Championship in New Caledonia
ISCA 27 Apr. 2014 The 8th European Championship in Germany (Frankfurt)
ROMANIA 22 Nov. 2014 Romanian Cahmpionship Results
[ 2013 ]
ISCA 4 Nov. 2013 The 39th World Sports Chanbara Championship in Japan
ISCA 25 Aug. 2013 The 7th Asian Oceania Sports Chanbara Championship in India (Hyderabad)
GERMANY 5 Oct. 2013 the 5th German Championship
UKRAINE 26 Sep. 2013 The Ukrainian Championship 2013
INDIA 30 Apr. 2013 The 3rd Spochan National & Hosokawa Cup in India
ROSSIA 31 Mar. 2013 The 10th Championship of Russia in Novosibirsk
[ 2012 ]
4 Nov. 2012 The 38th World Sports Chanbara Championship in Japan
5 Aug. 2012 The 6th Asian Oceania Sports Chanbara Championship in Thailand
3-4 Jun. 2012 Ukrainian Spochan Championship 2012
29 Apr. 2012 The 7th European Championship in Russia (Moscow)
2012 THE OPEN SPOCHAN CHAMPIONSHIP OF ESTONIA 2012
[ 2011 ]
30 Nov. 2011 37th The World Championship   (OLANG)    Photo Gallery
The general comment ( President Tetsundo Tanabe) (OLANG)
1 May. 2011 The 5th Asian Oceania Championship in Nepal    ( Report (OLANG) )    Photo Gallery
[ 2010 ]
22 Aug. 2010 36th The World Championship   (OLANG)    Photo Gallery
The general comment ( President Tetsundo Tanabe) (OLANG)
2 May. 2010 The 6th European Championship in Romania (PDF file)    ( Report (OLANG) )    Photo Gallery
The general comment ( President Tetsundo Tanabe) (OLANG)
[ 2009 ]
11 Nov. 2009 35th The World Championship   (OLANG)    Photo Gallery
The general comment ( President Tetsundo Tanabe) (OLANG)
9 Aug. 2009 The 4th Asian Oceania Championship in Nepal    ( Report (OLANG) )    Photo Gallery
2 May. 2009 The Referee and Instructor Seminar in Poland    ( Report (OLANG) )   Photo Gallery
The general comment ( President Tetsundo Tanabe) (OLANG)
[ 2008 ]
23 Nov. 2008 34th The World Championship   (OLANG)    Photo Gallery
9 Aug. 2008 The 3rd Asian Oceania Championship
```
                 1.( PDF file)    2.( PDF file)   3.( PDF file)   4.( PDF file)      ( Report (OLANG) )
```

4 May. 2008 The 5th European Championship in ESTONIA (Tallinn) (PDF file)    ( Report (OLANG) )
The general comment ( President Tetsundo Tanabe) (OLANG)
[ 2007 ]
4 Nov. 2007 33rd The World Championship      Photo Gallery
The general comment ( President Tetsundo Tanabe) (OLANG)
12 Aug. 2007 2nd The All Asian and Oceanian Championship in Singpore( Web translation system )    ( Original )
The general comment ( President Tetsundo Tanabe) (OLANG)
1 Apr. 2007 The 4th European Championship in UKRAINE( Web translation system )    ( Original )
The general comment ( President Tetsundo Tanabe) (OLANG)
[ 2006 ]
12 NOV. 2006 32nd The World Championship    ( Original and The Report by Tanabe )    Photo Gallery
30 APR. 2006 3rd The European SportsChanbara Championship in Italy ( Web translation system )   ( Original )
16 JUL. 2006 1st The All Asian Championship in Korean( Web translation system )   ( Original )
[ 2005 ]
13 NOV. 2005 31st The World Championship    ( Original )
The general comment ( President Tetsundo Tanabe) (OLANG)
27 MAR. 2005 2nd The European SportsChanbara Championship in Moscow    ( Original )